# Rennsteig

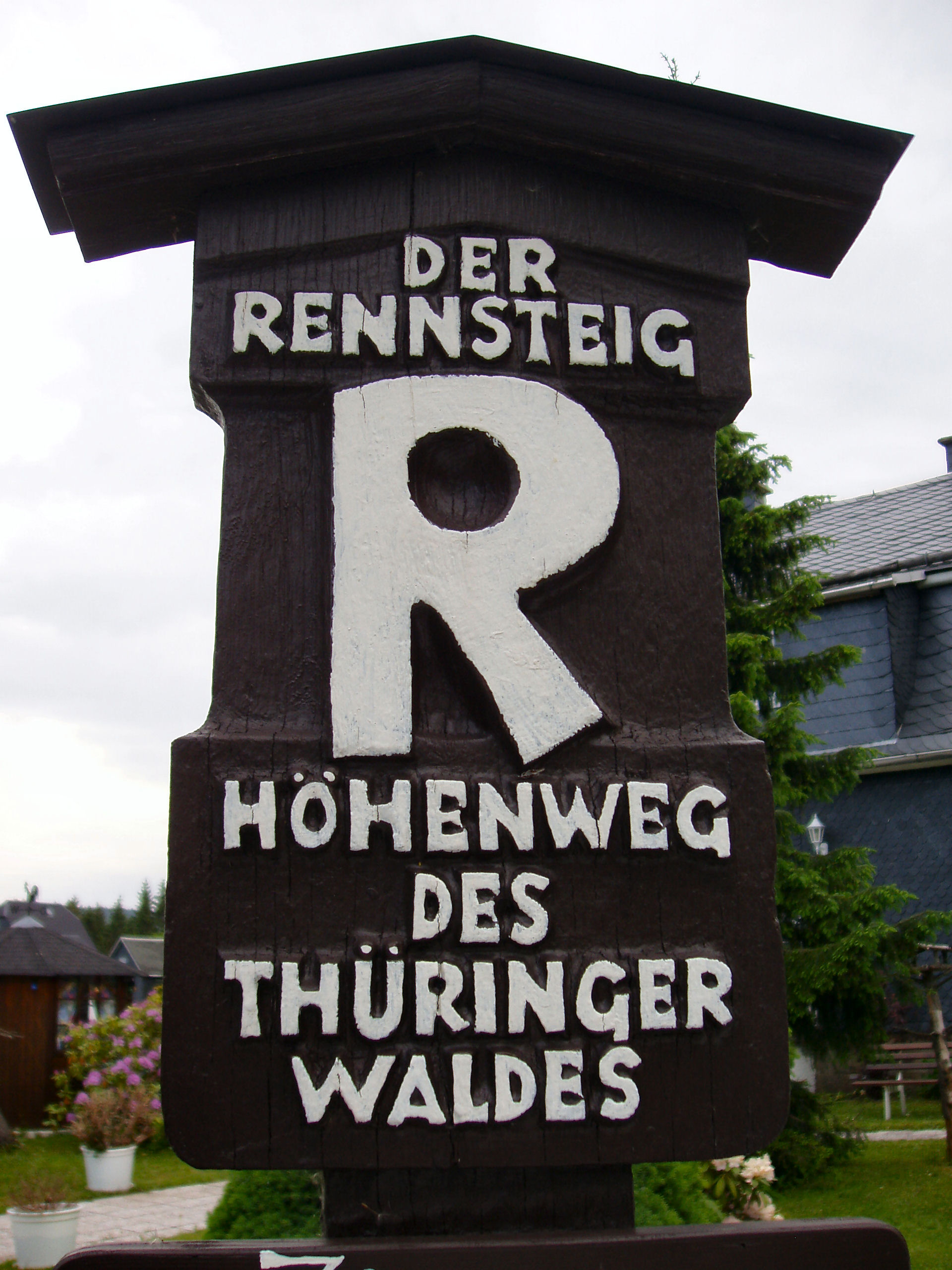
Señal del Rennsteig

El Rennsteig es un sendero de 170 km de largo situado en el bosque de Turingia, en Alemania central. Marca la frontera tradicional entre el ducado de Turingia y el ducado de Franconia, donde los dialectos y las costumbres son diferentes.
Además, es el sendero de largo recorrido más antiguo y más frecuentado de Alemania, con cerca del 100.000 caminantes al año. Comienza en Hörschel, una localidad de Eisenach situada a orillas del río Werra, cerca de la frontera con Hesse, y termina en Blankenstein, en el puente del río Selbitz, en la frontera entre Turingia y Baviera.
Está señalizado con una R blanca.

## Historia

### Origen del nombre
El Rennsteig fue mencionado por primera vez en 1330 como Rynnestig. Los expertos no se ponen de acuerdo sobre el significado del nombre: aunque rennen quiere decir "correr" y Stieg significa "subida", el término también podría hacer referencia a la palabra antigua Rain, que significa "frontera".
En 1546 el sendero es mencionado como Rensteig.
Además del famoso Rennsteig, existen unos 250 "Rennsteig" y "Rennweg" en los países de habla alemana.

### Medievo
En el medievo, el Rennsteig señalaba la frontera entre Franconia y los condados de Turingia. Hoy en día delimita la zona lingüística fráncica del sur de Turingia del resto de Turingia, caracterizada por un dominio del turingio-alto sajón.

### Edad Moderna y desarrollo del sendero
En 1830, el topógrafo Julius Plänckner hizo el primer camino del Rennsteig de Blankenstein a Hörschel. La Asociación del Rennsteig, llamada Rennsteigverein, organizó cada año, de 1897 al 1942, una Runst (así se llama a la caminata por el Rennsteig). Entonces se completaba el camino en seis etapas. Todavía hoy, muchos libros usan estas etapas históricas como base para sus descripciones.
Durante la división de Alemania no era posible recorrer por completo el Rennsteig, ya que atravesaba la frontera entre Alemania Oriental y Alemania Occidental hasta seis veces.

### Hitos en el Rennsteig

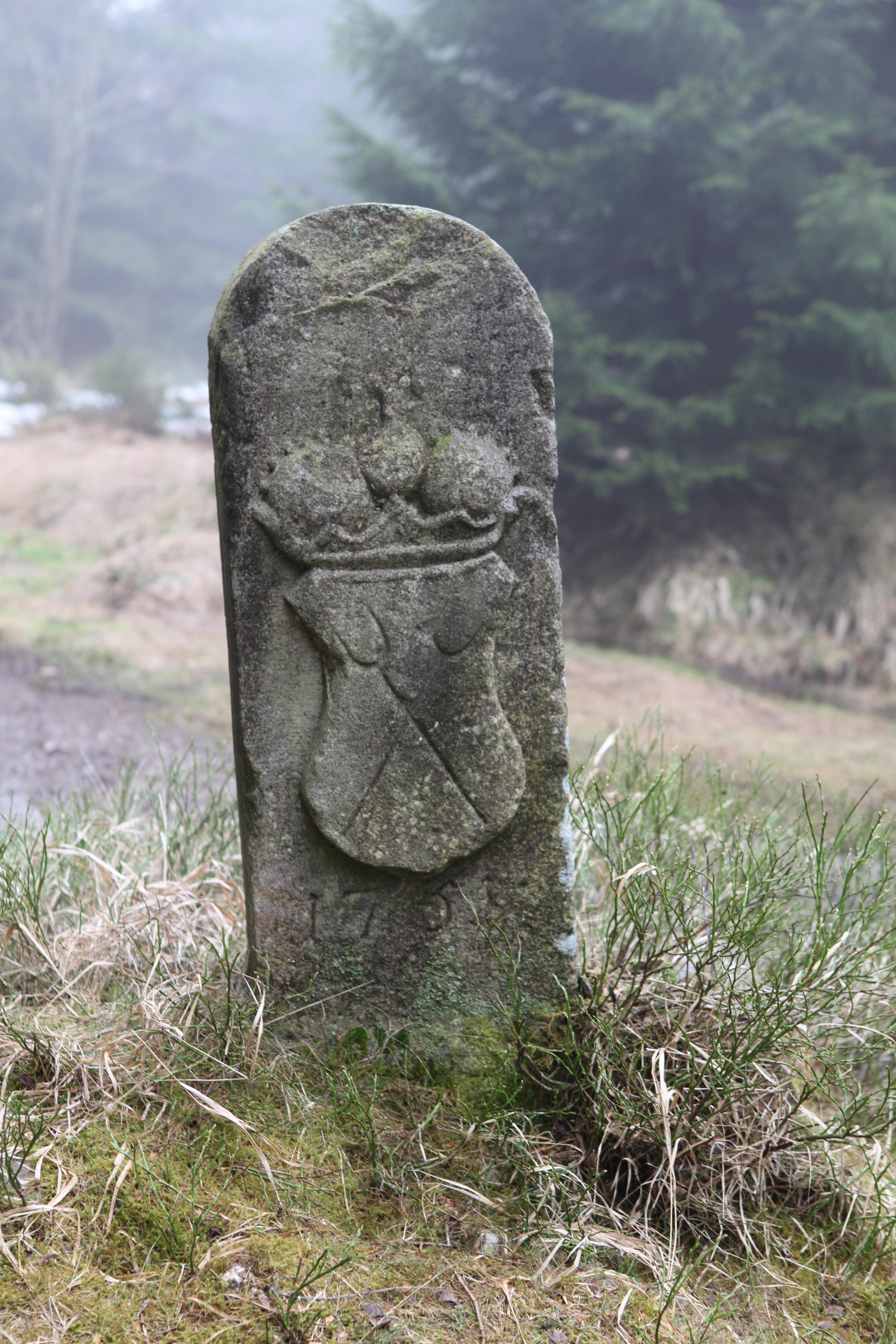
Hito de piedra cerca de Masserberg, con el escudo del Principado de Schwarzburgo-Rudolstadt

A lo largo el Rennsteig se encuentran alrededor de 1.300 hitos de piedra. Desde el siglo XVI, el Rennsteig (una vía predominantemente fronteriza) ha estado marcado con estos hitos. Especialmente notables son las 13 Dreiherrensteine (literalmente, "piedras de los tres señores"), de las cuales sólo diez se encuentran directamente en el Rennsteig. Los hitos que aún existen datan principalmente del siglo XVIII.

## Funciones del Rennsteig

### Sendero y vía ciclista
Hoy en día, el Rennsteig es un sendero premiado por su calidad. Fue redescubierto en 1890 por August Trinius, y la Asociación del Rennsteig, fundada en 1896, le dio notoriedad a nivel nacional. La vía ciclista a lo largo del Rennsteig fue inaugurada el 19 de junio de 2000, aunque en algunos tramos se desvía del camino original para evitar subidas pronunciadas y además es unos 30 kilómetros más larga.

### Frontera entre dialectos
El Rennsteig divide las regiones con dialectos fráncicos de las regiones con dialectos turingios-alto sajones.

### Divisoria de aguas
El Rennsteig hace también de divisoria de aguas entre los ríos Werra (Weser), Saale (Elba) y Meno / Rin. La Dreistromstein ("piedra de los tres ríos") cerca de Siegmundsburg, indica el punto donde convergen los tres sistemas.

## Recorrido

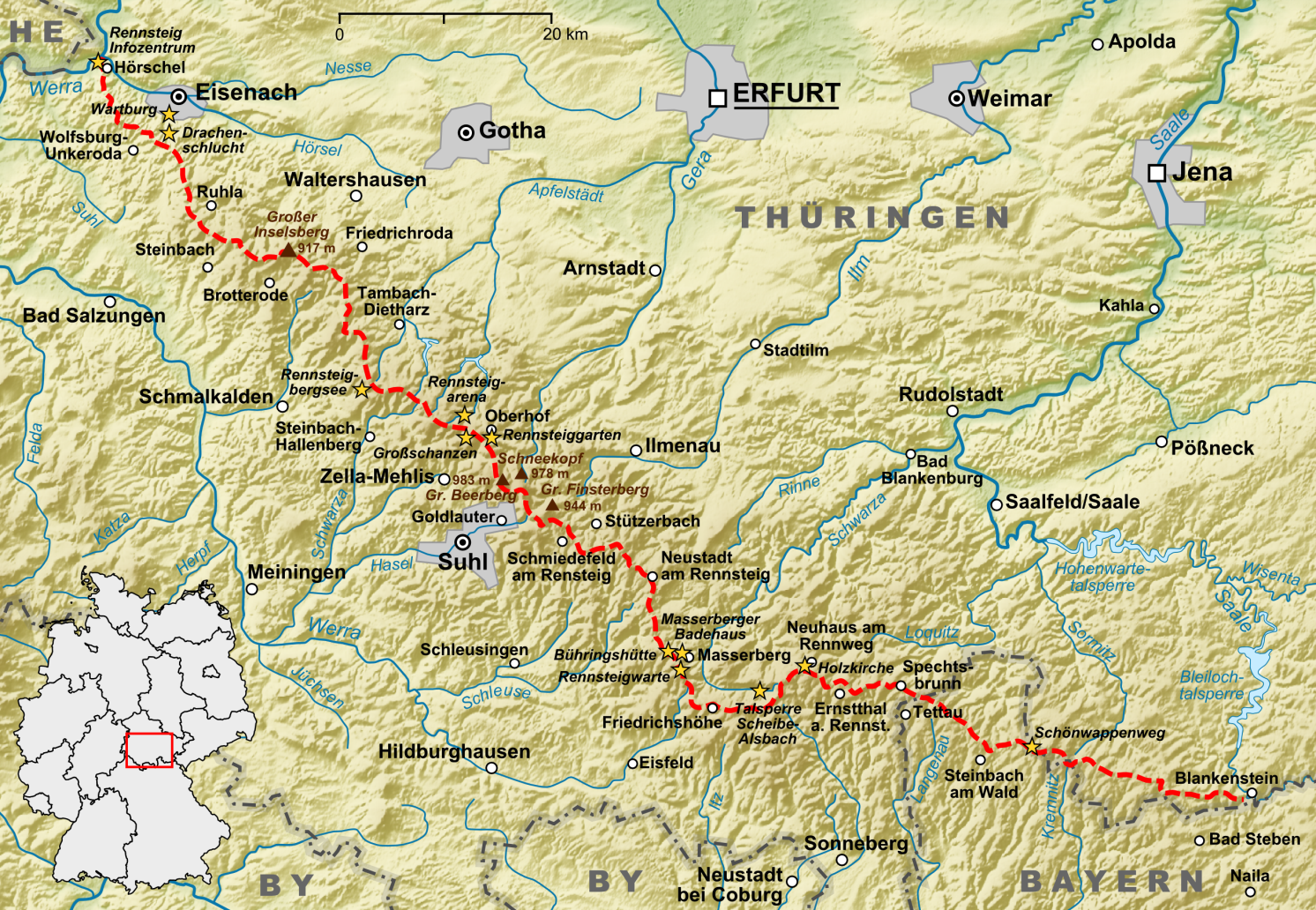
Mapa del Rennsteig

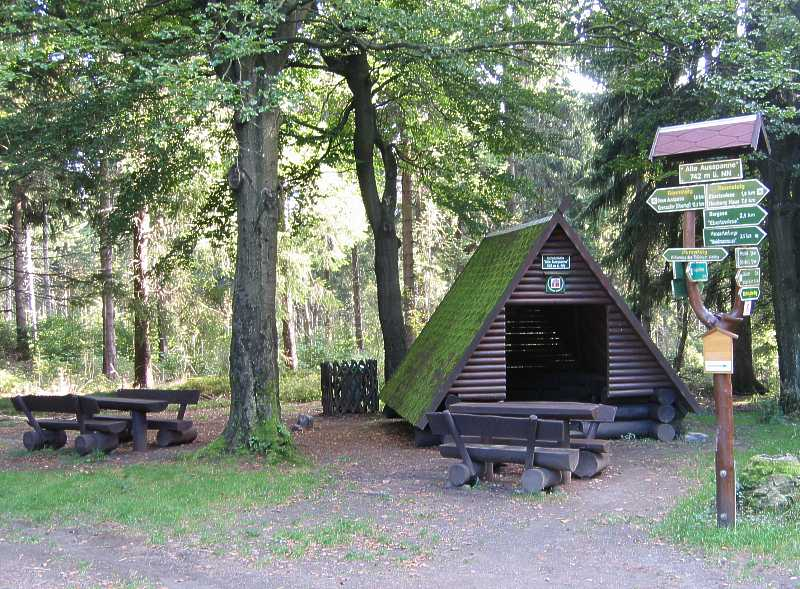
Refugio "Alte Ausspanne", cerca de Tambach-Dietharz

El Rennsteig discurre a lo largo de las montañas de la Turingia a una altitud que va de los 500 a los 971 metros. Comienza en Hörschel, una localidad del municipio de Eisenach (altitud 196 m) y finaliza en Blankenstein (altitud 414 m). La longitud histórica es de 168,3 kilómetros (en realidad son 169,29 kilómetros, como resulta de la medición efectuada en 2003).
El sendero está bien señalizado con una R blanca, llamada Mareile. A lo largo del Rennsteig hay numerosas áreas de descanso y, cada 5 o 10 kilómetros, refugios cubiertos.
Las seis etapas tradicionales son:
- Hörschel – Großer Inselsberg (32,8 km)
- Großer Inselsberg – Oberhof (30,8 km)
- Oberhof – Kahlert (27,0 km)
- Kahlert – Limbach (19,7 km)
- Limbach – Steinbach am Wald (30,0 km)
- Steinbach am Wald – Blankenstein (28,0 km)

### Datos de la medición de 2003
La longitud exacta del Rennsteig es de 169,294 kilómetros, pero se continúa usando la longitud histórica de 168,3 kilómetros. Son 121,457 los kilómetros que se recorren sobre el Rennsteig original y 47,837 kilómetros en vías alternativas.
El Rennsteig atraviesa Baviera durante 14,761 kilómetros. Su centro está alrededor de Großer Dreiherrenstein cerca de Neustadt am Rennsteig.

## Tradiciones y folclore
Desde 1973 se celebra cada año el GutsMuths-Rennsteiglauf, una carrera en la que los participantes recorren a solas parte del Rennsteig. Existe también una carrera por equipos, en la que se debe recorrer el Rennsteig en 18 horas.
La Rennsteiglied es una canción dedicada al Rennsteig.
Desde hace más de 100 años los caminantes se saludan tradicionalmente con un Gut Runst!. Hay también otras tradiciones: al empezar el camino, hay que llevar consigo una piedra del río Werra (partiendo de Hörschel) o del Saale (partiendo de Blankenstein) y tirarlo, una vez completado el camino, al otro río. En los años pares se camina de Hörschel a Blankenstein, y en los años impares a la inversa.